# Cryptostephanus haemanthoides
Cryptostephanus haemanthoides är en amaryllisväxtart som beskrevs av Ferdinand Albin Pax. Cryptostephanus haemanthoides ingår i släktet Cryptostephanus, och familjen amaryllisväxter. Inga underarter finns listade i Catalogue of Life.